# Orde van Malakka
De Meest Eervolle Orde van Malakka, in het Maleis "Darjah Utama Negeri Melaka" of Most Honourable Order of Melaka geheten werd in 1978 door de, door de Yang di-Pertuan Agong benoemde, Commissaris des Konings of Malakka Yang Di-Pertuan Negeri ingesteld.Het is een algemene orde van verdienste van het territorium Malakka.
De drie orden van Malakka onderscheiden zich in prefix maar het lint is gelijk. Men zou daarom van één enkele orde met meerdere graden kunnen spreken temeer daar de Commandeur geacht wordt tot de "Orde van Malakka", zonder epitheton ornans te behoren.
In 1978 zagen de "Meest Eervolle Orde van Malakka", in het Maleis "Darjah Utama Negeri Melaka" of Most Honourable Order of Melaka geheten en de "Meest Illustere Orde van Malakka", in het Maleis "Darjah Cemerlang Seri Melaka" of "Most Illustrious Order of Melaka" geheten het levenslicht.
De "Meest Verheven Orde van Malakka", in het Maleis "Darjah Gemilang Seri Melaka" of Most Exalted Order of Melaka geheten werd in 1983 ingesteld.
Het lint is in alle gevallen hetzelfde. De lagere rang, Commandeur in de Orde van Malakka, moet het geheel zonder prefix doen.
Als onderdelen van de Orde van Malakka vermelden wij daarom:
- Ridder-Grootcommandeur of "Darjah Utama Negeri Melaka" in de Meest Eerbare Orde van Malakka. De drager van de in 1978 ingestelde decoratie mag de letters DUNM  achter zijn naam plaatsen.

- Ridder-Grootcommandeur of "Darjah Gemilang Seri Melaka" in de Meest Verheven Orde van Malakka. De drager van de in 1983 ingestelde decoratie mag de letters DGSM achter zijn naam plaatsen.

- Ridder-Grootcommandeur of "Darjah Cemerlang Seri Melaka" in de Meest Illustere Orde van Malakka. De drager van de in 1978 ingestelde decoratie mag de letters DCSM achter zijn naam plaatsen.

- Ridder-commandeur of "Darjah Mulia Seri Melaka" in de Meest Eervolle Orde van Malakka. De drager van de in 1978 ingestelde decoratie mag de letters DMSM achter zijn naam plaatsen.

- Commandeur of "Darjah Seri Melaka" in de Orde van Malakka. De drager van de in 1978 ingestelde decoratie mag de letters DSM achter zijn naam plaatsen.

- Voorname Ster van Malakka of "Bintang Cemerlang Melaka". De drager van de in 1988 ingestelde decoratie mag de letters BCM achter zijn naam plaatsen.

De Commissaris des Konings, de Malakka Yang di-Pertua Negri, verdeelt de onderscheidingen op zijn verjaardag. Aan de hoogste graden is adeldom verbonden.